# Petalocephala grandiosa
Petalocephala grandiosa är en insektsart som beskrevs av Dlabola 1957. Petalocephala grandiosa ingår i släktet Petalocephala och familjen dvärgstritar. Inga underarter finns listade i Catalogue of Life.